# 皆大歡喜 (話劇)

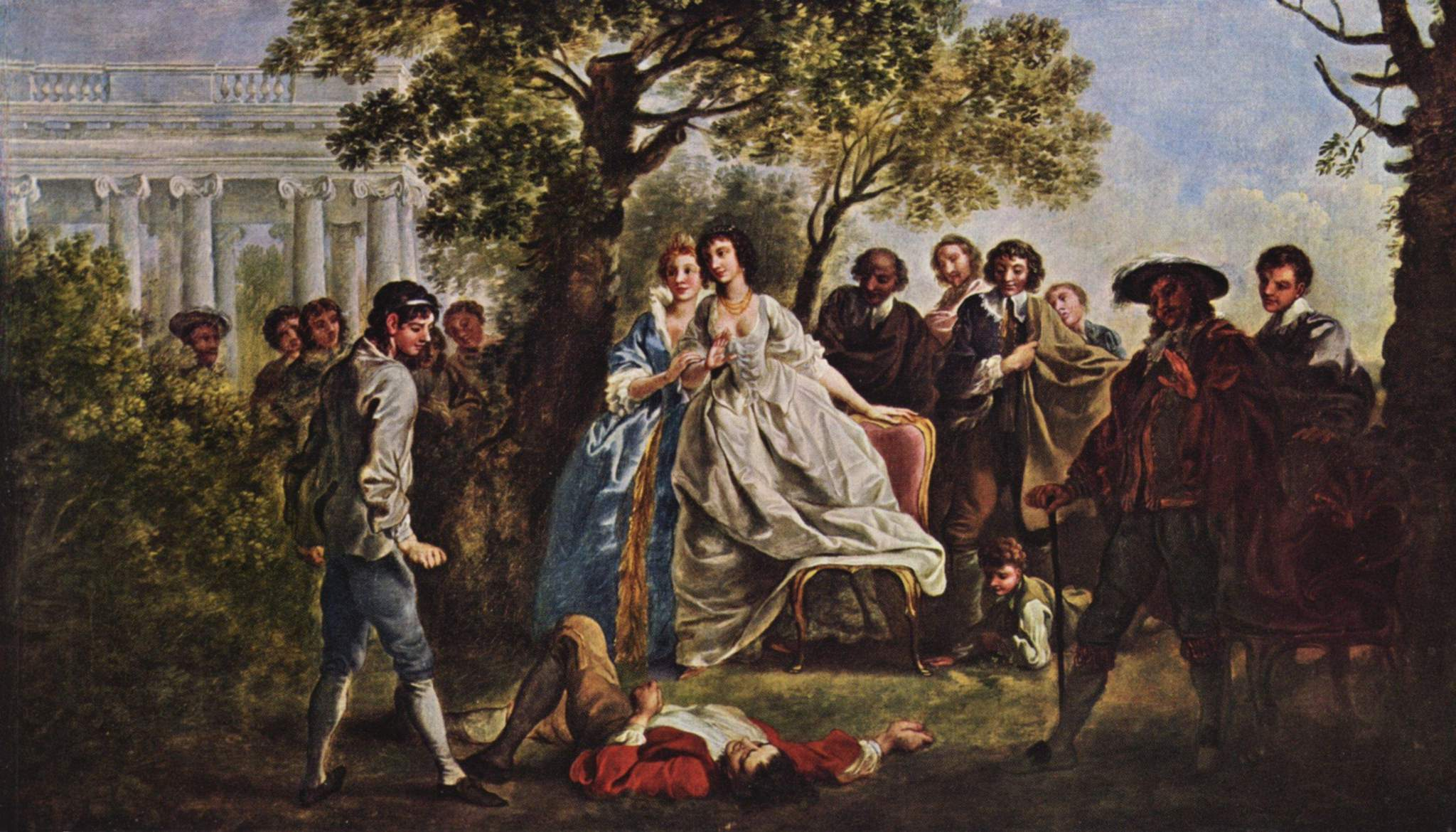
《皆大歡喜》劇照，約1750年

《皆大歡喜》（英語：As You Like It，舊譯作《隨汝喜歡》）是英國劇作家威廉·莎士比亞於1599年創作的一套喜劇。話劇背景是一個森林，而男女主角最後有一個皆大歡喜的結局。

## 故事梗概
已故的羅蘭爵士有三個兒子，大兒子奧利佛沒有按照父親的遺囑好好的照顧小兒子奧蘭德，于是奧蘭德準備拿著屬于自己的遺產離開哥哥，奧利佛為了不讓奧蘭德得到遺產，安排他和大公爵的武士卡而斯比武。大公爵被自己的弟弟取代了爵位，他的女兒羅瑟琳卻因為和新公爵弗萊德利克的女兒西利亞要好而留了下來。羅瑟琳和西莉亞去觀看了比武，勝利的奧蘭德愛上了羅瑟琳，羅瑟琳也對他抱有好感。弗萊德利克放逐了姪女羅瑟琳，西莉亞決定和她一起走，她們帶著小丑試金石去亞敦森林投奔被放逐的大公爵。
在森林裡，羅瑟琳和奧蘭德相遇並且相愛了。奧利佛被弗萊德利克拿去了所有的田產，也來到了森林，大公爵收留了他，他和自己的弟弟冰釋前嫌並且和西莉亞相愛。最後奧利佛拿回了自己的田產，奧蘭德繼承了大公爵的爵位和財產，故事有了皆大歡喜的結局。

## 劇中人物
弗萊德里克的朝廷
- 弗萊德里克公爵（Duke Frederick）：老公爵的幼弟，篡位者，西莉亞之父
- 羅瑟琳（Rosalind）：老公爵的女兒
- 西莉亞（Celia）：弗萊德里克公爵的女兒
- 試金石（Touchstone）：宮廷小丑
- 勒·波（Le Beau）：朝臣
- 查爾斯（Charles）：拳師
- 弗萊德里克的朝廷裡的貴族

被放逐的羅蘭·德·鮑埃爵士的家眷
- 奧列佛（Oliver）：長子以及繼承人
- 賈奎斯（Jacques）：次子
- 奧蘭多（Orlando）：幼子
- 亞當（Adam）：爵士忠誠的僕人
- 丹尼斯（Dennis）：奧列佛的僕人

阿登森林裡被放逐的老公爵的朝廷
- 老公爵（Duke Senior）：弗萊德里克公爵之兄，羅瑟琳之父
- 傑奎斯（Jaques），老公爵的從臣，憂鬱寡言
- 阿米恩斯（Amiens）老公爵的從臣，音樂家
- 老公爵林中朝廷的貴族

阿登森林裡的鄉人
- 菲芯（Phebe）：自大的牧女
- 西爾維斯（Silvius）：牧人
- 奧德蕾（Audrey）：村姑
- 柯林（Corin）：老年牧人
- 威廉（William）,：鄉人，戀奧德蕾
- 奧列佛·馬坦斯特師傅（Sir Oliver Martext）：牧師

其他
- 众臣、侍童、侍從、林居人及婚姻之神